# Walter Gisande
Walter Gisande (n. 3 de marzo de 1956) es un abogado que fue presidente del Club de Gimnasia y Esgrima La Plata, desde diciembre de 2007 hasta diciembre de 2010. Antes de ser presidente del club, ejercía la profesión de abogado.

## La llegada al club
En las elecciones fue candidato de "Amor a Gimnasia" (fue vice de Delmar y de Domínguez en años 1990) se impuso por solo 16 votos a Gabriel Pellegrino de "Gimnasia Para Todos", por 1821 a 1805, votaron 4.688 socios. Carlos Altuve, de Gente Joven Albiazul y apoyado por Muñoz, y Carlos Gaskín, de "Alternativa Tripera", obtuvieron 552 y 501 votos respectivamente.

## Presidencia
Así con Gisande como presidente, el nuevo director técnico fue Guillermo Sanguinetti. Cuando dirigió a Gimnasia dirigió 28 partidos oficiales del fútbol argentino, con 6 triunfos, 9 empates y 13 derrotas. Tras estos resultados, dejó el cargo de director técnico en septiembre de 2008. Luego de la renuncia, Leonardo Madelón se hace cargo del equipo y logra una muy buena campaña logrando colocar a Gimnasia y Esgrima La Plata en la promoción ya que su promedio de campañas anteriores lo colocaba muy cercano al descenso directo.
En el primer partido de la promoción y de visitante cae por 3 a 0 con Club Atlético Rafaela. El 12 de julio de 2009 logra en el partido de vuelta, siendo Gimnasia local en su cancha del Bosque, el resultado de 3 a 0 a favor, lo que asegura la permanencia en primera del club Gimnasia y Esgrima La Plata. Después de estos sucesos, Gisande y Madelón deciden firmar un contrato hasta que se termine el mandato de Walter Gisande.
En el 1 de diciembre de 2009, renuncia Madelón, por varios resultados adversos, y también por estrés y su situación emocional. Entonces el 3 de diciembre de 2009, viene a la dirigencia técnica del club Pablo César Fernández. Llegó a dirigir tres partidos, contra Lanús, Newell's y Atlético Tucumán respectivamente, perdiendo 2 a 0 los dos primeros y el último con una derrota de 1 a 0 contra el equipo tucumano. Los dirigentes albiazules deciden cesarlo del cargo el día 16 de diciembre de 2009, ya que el equipo está en una situación complicada con el descenso, después de tres partidos y solo 12 días de trabajo. A mediados de diciembre el club firma con Diego Cocca, otra vez Gimnasia llega a la promoción, esta vez pierde por 1 a 0, y con una victoria de 3 a 1 se asegura su estadía en Primera División.
Terminando su mandato, a finales de 2010 Gisande le comunicó al plantel que el club no tenía los suficientes fondos para pagar los sueldos de septiembre y octubre (incluyendo también al DT Pablo Morant), el plantel no venía cobrando el sueldo mensual desde hacía cuatro meses. Esta situación trajo malestar y estrés al equipo. La comisión directiva no realizó ninguna acción al respecto para pagarle al equipo, faltando seis fechas no se ocupó de conseguir un espónsor nuevo, la prensa al igual que muchos jugadores como fue el caso de Esteban González, hablaban de un abandono en las funciones de Gisande.